# Глазунов, Виктор (гребец)
Виктор Глазунов (пол. Wiktor Głazunow; род. 24 октября 1993) — польский гребец на каноэ, чемпион мира 2024 года, чемпион Европы 2017 года, призёр чемпионатов мира и Европы. Участник летних Олимпийских игр 2020 и 2024 годов.

## Карьера
В 2015 году на чемпионате мира в Милане завоевал серебряную медаль в двойках на дистанции 500 метров. В 2017 году на чемпионате мира в составе польской четвёрки также стал серебряным призёром.
В Токио на летних Олимпийских играх 2020 года, которые прошли в 2021 году, выступал в заездах одиночек на 1000 метров, где квалифицировался в финал В и занял итоговое тринадцатое место. В двойках на дистанции 1000 метров в паре с Томашом Барняком квалифицировались в финал А и заняли итоговое седьмое место.
На чемпионате Европы 2022 года в Мюнхене завоевал серебро в двойках на 500 метров. На чемпионате мира в Галифаксе завоевал две серебряные медали.
В Дуйсбурге, на чемпионате мира 2023 года, трижды поднимался на призовой подиум.
В мае 2024 года на чемпионате Европы в Венгрии завоевал серебро в каноэ-двойках на 500 метров.
Принял участие в летних Олимпийских играх в Париже. В одиночках квалифицировался в финал А и занял итоговое шестое место.
В Самарканде, на чемпионате мира 2024 года, который состоялся сразу же после Олимпийских игр, Виктор в каноэ-одиночках на дистанции 5000 метров завоевал золотую медаль, впервые став чемпионом мира.
В 2025 году на чемпионате Европы в Рачице на дистанции 5000 метров стал серебряным призёром. 